# Psoralea connixa
Psoralea connixa är en ärtväxtart som beskrevs av Auct. Psoralea connixa ingår i släktet Psoralea och familjen ärtväxter. Inga underarter finns listade i Catalogue of Life.